# Ierse muziek in Nederland

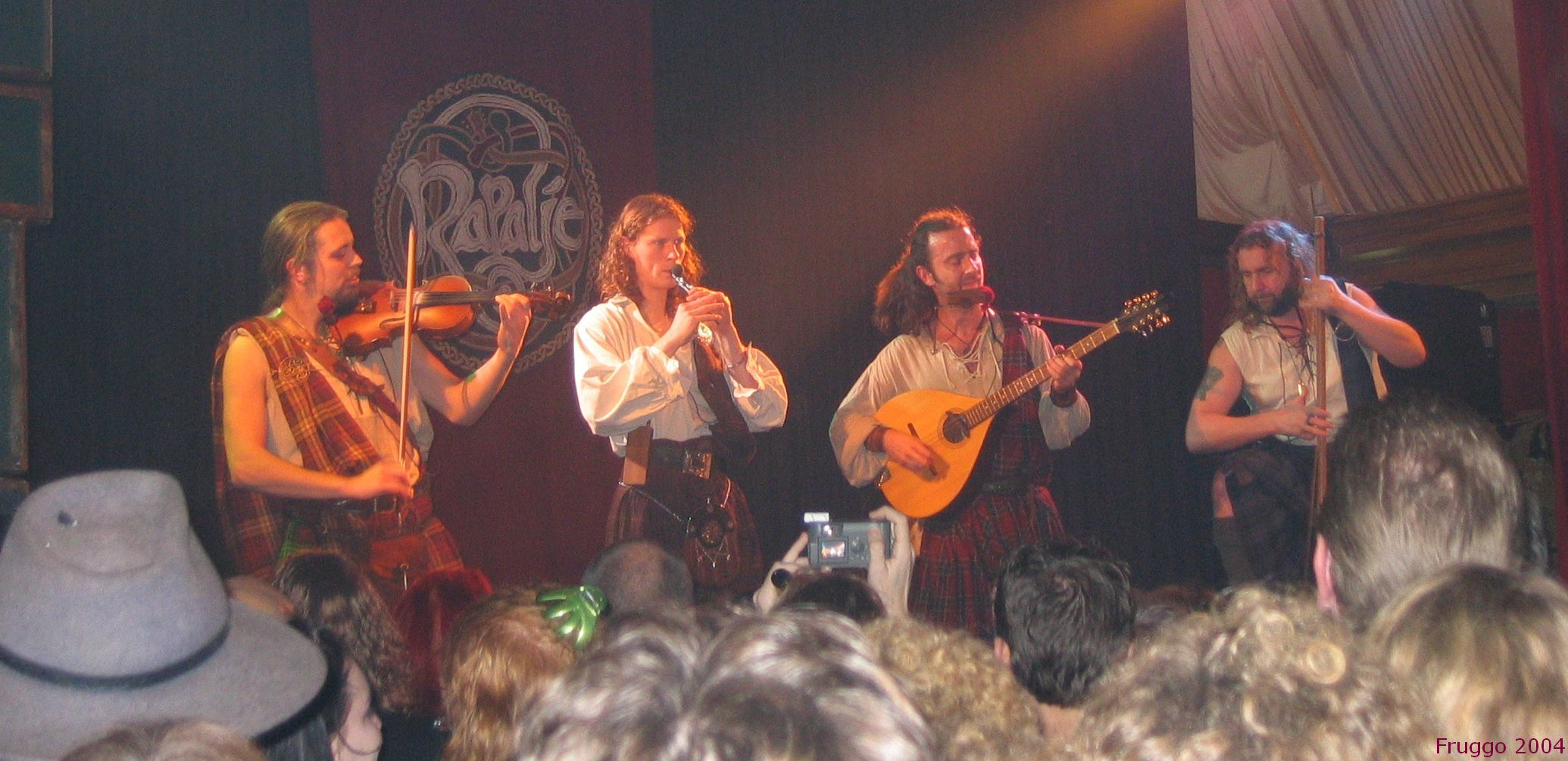
De Groninger band Rapalje, vertegenwoordiger van de Keltische stijl.

Ierse muziek in Nederland is een verzamelterm  van verschillende genres muziek, afkomstig van het eiland Ierland, maar gespeeld door Nederlandse bands.

## Ontwikkeling
De oorspronkelijke term "Ierse muziek" is de benaming voor een traditionele muziekstijl uit Ierland, aangeduid met Ierse folk. Dit omvat zowel instrumentale nummers, als jigs en reels, maar ook liederen en balladen. Al deze nummers kunnen in oorsprong honderden jaren oud zijn. De Ierse folk zoals die nu bekend is, is eigenlijk een mengeling van traditionele Ierse muziek en Keltische muziek met Britse en Amerikaanse (commerciële) invloeden. Omstreeks de jaren zestig van de 20e eeuw ontstond in Ierland en Schotland een hernieuwde belangstelling voor de traditionele volksmuziek. Dit had ten gevolg dat er bands en groepen samengesteld werden die zowel in Ierland als daarbuiten beroemd werden, zoals bijvoorbeeld The Chieftains, The Fureys, Planxty, The Dubliners en de Wolfe Tones.
Met de toegenomen populariteit van deze Ierse bands, was het onvermijdelijk dat Nederlandse musici de draad op zouden pikken. Het aantal Nederlandse folkbands die onder meer Ierse muziek speelde, was aanvankelijk niet erg groot, maar de laatste twintig jaar heeft er een explosieve groei plaatsgevonden. 
Vroege voorbeelden van bands beïnvloed door deze trend zijn onder meer Fungus en Flairck.

## Genres
Ierland en Schotland, waarvan de muziek sterk aan elkaar verwant is, worden gerekend tot de Keltische gebieden, hetgeen ook geldt voor Wales, Man en Bretagne. Het betreft streken of landen waar een Keltische taal wordt of werd gesproken. 
Sommige Nederlandse folkbands die Ierse muziek spelen, beginnen zich eveneens op het terrein van de andere Keltische gebieden te begeven, bijvoorbeeld de band Chauldron met Bretonse muziek en Ygdrassil. De band Rapalje vertolkt Keltische muziek met een groot showelement.
Naast de groepen die zich baseren op de traditionele muziek, groeit het aantal bands dat zich vooral manifesteert met hedendaagse muziek, die eveneens voortbouwt op de traditionele Ierse en Keltische muziek. Voorbeelden hiervan zijn Danny Guinan & Friends en Amadán. Elke band met zijn eigen specifieke stijl.
Folk- en punkrock met Ierse folkmuziek als basis, wordt ten gehore gebracht door onder meer Filthy Nelly. 
Andere groepen zijn geïnspireerd door New Age-achtige, atmosferische muziek met een 'Keltische saus', zoals bijvoorbeeld Omnia.

## Overzicht van "Ierse" bands
- Amadán
- Danny Guinan & Friends
- Filthy Nelly
- Omnia
- Rapalje
- Ygdrassil